# Amaterasu

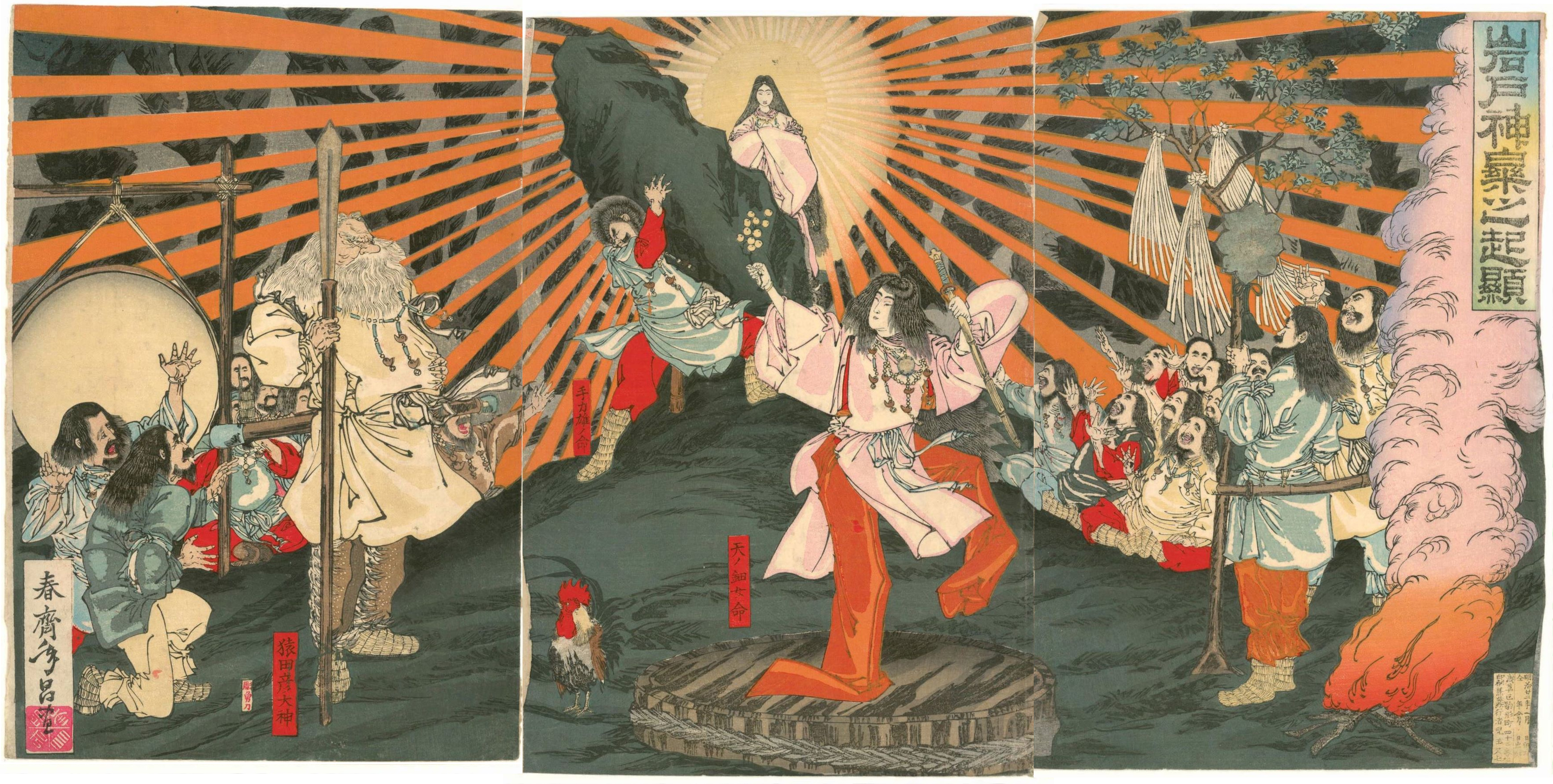
Bohyně Slunce vychází z jeskyně a vrací sluneční světlo zpět na Zemi.

Amaterasu (天照), Amaterasu-ó-mi-kami (天照大神 nebo 天照大御神) nebo Óhiru-menomuči-no-kami (大日孁貴神) je asi nejdůležitější šintoistická bohyně. Svatyně Ise, která je bohyni zasvěcena, patří mezi nejposvátnější šintoistická místa. Je dárkyně světla. Podle knihy Kodžiki se narodila z levého oka Izanagiho po jeho návratu z říše mrtvých, když se ve vodě očišťoval od pekelných splašků. Traduje se, že japonská císařská linie je jejím potomstvem. 
Se svým mladším bratrem Susanoem měla velmi špatný vztah. Jednou, když si ve svém chrámu četla posvátný svitek, tak Susanoo proletěl nad jejím chrámem a přímo před ni shodil mrtvého koně od krve. Amaterasu se naštvala natolik, že vlezla do jeskyně a zavalila se obrovským kamenem. Kvůli tomu ztratil svět světlo a teplo. Venku byla zima a všechno vadlo.  Ačkoliv se sešli bohové a řekli jí, jak to venku vypadá, nenechala se přemluvit. Bohové si tedy usmysleli, že ji vylákají lstí. Jedna bohyně si stoupla na buben a začala tančit. Jelikož byla Amaterasu zvědavá proč se smějí, tak se zeptala co se děje. Bohové jí řekli, že si našli novou a lepší bohyni. Amaterasu se tedy podívala ven, aby viděla novou bohyni. Bohové mezitím umístili před vchod do jeskyně zrcadlo a když Amaterasu vyšla viděla svůj vlastní odraz. Jelikož ještě zrcadlo neexistovalo, tak se nachytala. Bohové jí rychle vysunuli ven zavalili jeskyni a přepásali ji, aby tam nikdo nechodil. Toto zrcadlo je dnes umístěno ve svatyni Ise a jediný, kdo do něj smí pohlédnout je japonský císař.